# Мартинес, Хави
Хави (Хавье́р) Марти́нес Агина́га (баск. Javier «Javi» Martínez Aginaga; род. 2 сентября 1988, Эстелья, Наварра) — испанский футболист, опорный полузащитник клуба «Катар СК».
Родился в испанском городе Эстелья (Страна Басков), в 2001 году поступил в академию «Осасуны». В 2006 году перешёл в испанский «Атлетик», в составе которого добирался до финала Лиги Европы, а также дважды становился финалистом национального кубка.
С 2005 года выступал в юношеских и молодёжных командах сборной Испании. В 2007 году стал чемпионом Европы в составе команды до 21 года, затем отправился с первой командой на чемпионат мира в ЮАР, где вновь выиграл золотые медали. В 2011 году выиграл чемпионат Европы с командой до 23 лет, став вторым игроком в истории футбола, которому удавалось выиграть вначале чемпионат мира по футболу, а затем молодежный чемпионат Европы. Мартинес является одним из двух игроков в истории мирового футбола (второй — его соотечественник Хуан Мата), выигравшим сначала чемпионат мира по футболу, а затем молодёжный чемпионат Европы по футболу

## Клубная карьера
Мартинес — воспитанник «Осасуны». Сезон 2005/06 провёл в дублирующей команде. Тренер «Осасуны» Хосе Сиганда считал юниора очень перспективным, сравнивая с французским полузащитником Патриком Виейра.
Летом 2006 года 17-летний Мартинес перешёл в «Атлетик». Сумма трансфера составила 6 млн евро. Несмотря на юный возраст, Хави сыграл 35 матчей и забил 3 мяча. Его зрелая игра и быстрая адаптация произвели положительное впечатление на специалистов. В следующих сезонах Мартинес продолжил прогрессировать, проводя не менее 30-и матчей в чемпионате. Широко ходили слухи о возможном переходе Мартинеса в более престижный клуб. В качестве покупателей назывались «Ливерпуль», «Челси» и «Фиорентина». Агент футболиста назвал приемлемой для трансфера сумму в 30 млн евро. В 2010 году Мартинес был признан лучшим молодым игроком года по версии журнала «Don Balón».
В августе 2012 года Мартинес перешёл в мюнхенскую «Баварию» за 40 млн евро. В триумфальном для мюнхенцев сезоне 2012/13 постепенно стал игроком основного состава.
После прихода Хосепа Гвардиолы в Мюнхен, Хавьер стал появляться на матчах в качестве центрального защитника, лишь изредка выходя на поле на привычной для себя позиции опорного полузащитника. Но, Юпп Хайнкес в сезоне 2017/18 вернул Хави на позицию опорного полузащитника.
25 ноября 2017 года Мартинес вышел на поле в качестве капитана мюнхенской «Баварии» на матч Бундеслиги с мёнхенгладбахской «Боруссией». Мюнхенцам не удалось выиграть (2:1), но Хави не паниковал, сказав после этого матча: «Честь быть капитаном такой команды. Мы приложим максимум усилий, чтобы взять следующие три очка».

## Карьера в сборной
С юношеской командой Мартинес выиграл чемпионат Европы 2007. В составе молодёжной сборной играл на чемпионате Европы 2009 года.
11 мая 2010 года наставник главной сборной Испании Висенте дель Боске включил Мартинеса в заявку на чемпионат мира 2010. 29 мая дебютировал в составе основной сборной, заменив Хави в матче с Саудовской Аравией.
На чемпионате мира 2010 дебютировал на 73-й минуте матча против сборной Чили. Этот матч стал для хавбека единственным в победном для испанцев мундиале.
На чемпионате Европы 2012 Хавьер вместе со сборной также стал победителем.
На чемпионате мира 2014 в Бразилии, где Испания не смогла выйти из группы, Мартинес сыграл один матч (со сборной Чили).
Пропустил чемпионат Европы 2016 из-за травмы.
Получил вызов на матчи отбора к чемпионату мира 2018 в России, однако в основной состав сборной включён не был.

## Клубная статистика
| Клуб            | Сезон | Лига | Лига | Кубки | Кубки | Еврокубки | Еврокубки | Итого | Итого |
| Клуб            | Сезон | Игры | Голы | Игры  | Голы  | Игры      | Голы      | Игры  | Голы  |
| --------------- | ----- | ---- | ---- | ----- | ----- | --------- | --------- | ----- | ----- |
| Атлетик Бильбао |       |      |      |       |       |           |           |       |       |
| 2006/07         | 35    | 3    | 1    | 0     | -     | -         | 36        | 3     |       |
| 2007/08         | 34    | 0    | 2    | 0     | -     | -         | 36        | 0     |       |
| 2008/09         | 32    | 5    | 9    | 1     | -     | -         | 41        | 6     |       |
| 2009/10         | 34    | 6    | 1    | 1     | 11    | 2         | 46        | 9     |       |
| 2010/11         | 35    | 4    | 3    | 0     | -     | -         | 38        | 4     |       |
| 2011/12         | 31    | 4    | 9    | 0     | 14    | 0         | 54        | 4     |       |
| Итого           | 201   | 22   | 25   | 2     | 25    | 2         | 251       | 26    |       |
| Бавария         |       |      |      |       |       |           |           |       |       |
| 2012/13         | 27    | 3    | 5    | 0     | 11    | 0         | 43        | 3     |       |
| 2013/14         | 18    | 0    | 8    | 1     | 8     | 0         | 34        | 1     |       |
| 2014/15         | 1     | 0    | 1    | 0     | 1     | 0         | 3         | 0     |       |
| 2015/16         | 16    | 1    | 3    | 0     | 8     | 0         | 27        | 1     |       |
| 2016/17         | 25    | 1    | 5    | 1     | 7     | 0         | 37        | 2     |       |
| 2017/18         | 22    | 1    | 5    | 0     | 10    | 1         | 37        | 2     |       |
| 2018/19         | 21    | 3    | 6    | 0     | 6     | 1         | 33        | 4     |       |
| 2019/20         | 16    | 0    | 1    | 0     | 7     | 0         | 24        | 0     |       |
| Итого           | 146   | 9    | 34   | 2     | 58    | 2         | 238       | 13    |       |
| Итого           |       |      |      |       |       |           |           |       |       |
|                 | 347   | 31   | 59   | 4     | 83    | 4         | 489       | 39    |       |

Данные на 23 августа 2020 года

## Достижения
Командные
«Бавария»
- Чемпион Германии (9): 2012/13, 2013/14, 2014/15, 2015/16, 2016/17, 2017/18, 2018/19, 2019/20, 2020/21
- Обладатель Кубка Германии (5): 2012/13, 2013/14, 2015/16, 2018/19, 2019/20
- Обладатель Суперкубка Германии (4): 2016, 2017, 2018, 2020
- Победитель Лиги чемпионов УЕФА (2): 2012/13, 2019/20
- Обладатель Суперкубка УЕФА (2): 2013, 2020
- Победитель Клубного чемпионата мира: 2013, 2020

Сборная Испании до 19 лет
- Чемпионат Европы: 2007

Сборная Испании до 21 года
- Чемпионат Европы: 2011

Сборная Испании
- Чемпион мира: 2010
- Чемпион Европы: 2012
- Серебряный призёр Кубка конфедераций: 2013

Личные
- Молодой игрок года в Испании («Don Balón»): 2010

## Личная жизнь
У Мартинеса есть старший брат Альваро — также профессиональный футболист.
В 2010 году на открытии магазина нижнего белья Хавьер познакомился со своей будущей девушкой Марией Имизкоз. В 2016 году у них родился сын Лука, а в 2018 году — дочь Найя.